# Svenska Budo- och Kampsportsförbundet
Svenska Budo & Kampsportsförbundet (förkortat SB&K) är ett av Svenska RF:s specialidrottsförbund. SB&K har hittills organiserat främst kampsporter av ostasiatiskt ursprung, men man siktar numera på att ta in kampidrotter oavsett ursprung i förbundet. Karate (2010), taekwondo (1997) och judo (1987) tillhörde förr SB&K men har numera egna förbund i Sverige. Dessa enskilda kampsporter ligger därmed på samma nivå som samlingsförbundet SB&K.
Förbundet startades 1960 under namnet Svenska Judoförbundet, eftersom inga andra idrotter än judo var anslutna vid denna tid. Under det första decenniet tillkom ju-jutsu (även transkriberat jiu-jitsu), karate, aikido och kendo, varför förbundet 1969 tog namnet Svenska Budoförbundet. Budo är samlingsnamnet för japanska kampkonster. Under 1970-talet och senare tillkom även kampkonster från andra ostasiatiska länder, såsom kinesiska wushu (kungfu) och koreanska taekwondo, sedermera också moderna kampsporter utvecklade utanför Asien. Därför beslöt årsmötet 2003 att ändra namnet till Svenska Budo & Kampsportsförbundet.
Sittande ordförande är sedan 2009 Stefan Stenudd. Förbundet var fram till 2009 organiserat i ett antal sektioner, inom vilka en eller flera av förbundets idrotter administrerades. Därefter ombildades dessa till ett större antal underförbund, egna juridiska personer med självständigt styre över sina idrotter. Dessa är (2012):
- Svenska Aikidoförbundet
- Svenska Brasiliansk Jiu-jitsu-förbundet
- Svenska Bujinkanförbundet
- Svenska Ju-jutsufederationen
- Svenska Kampkonstförbundet (inrymmer capoeira, FMA (Filippinska kamparter), glima och krav maga)
- Svenska Kendoförbundet (inrymmer även iaido, jodo, kyudo och naginata)
- Svenska Kickboxningsförbundet
- Svenska Kyokushinförbundet
- Svenska MMA-förbundet
- Svenska Muaythaiförbundet (Thaiboxning)
- Svenska Shootfightingförbundet - nerlagt och ingår nu i Svenska MMA-förbundet.
- Svenska Shorinjikempoförbundet
- Svenska Submission Wrestlingförbundet
- Svenska Taidoförbundet
- Svenska Kung fu & Wushuförbundet (wushu/kungfu)

## Förbundets ordförande
Förbundsordförande genom tiderna har varit:
- Stefan Stenudd 2009
- Daniel Petersson 2007
- Britt Solberg 2006 (tidigare enmansutredare åt regeringen om kampsport)
- Erik Åsbrink 2000 - 2005 (tidigare finansminister)
- Paul G Höglund 1994 - 1999
- Olof Jängnemyr 1981 - 1993
- Bertil Nordenfelt 1971 - 1980
- Åke Vestman 1970
- Robert von Sandor 1969
- Göran Stangel 1961 - 1968
- Karl Wöst 1960 (första officiella ordförande)
- Bertil von Sydow 1959 (första inofficiella ordförande, interimsstyrelse, ej medlem i RF)

## Fotnoter
1. 1 2  Stenudd/Enoksen, Stefan/Lars Magnar (2010). Tävling Träning Tradition. Svenska Budo & Kampsportsförbundet 50 år. Arriba. ISBN 978-91-7894-031-8. http://www.arriba.se/budo/tavling-traning-tradition-svenska-budo-kampsportsforbundet.htm